# Dean Armstrong
Dean Armstrong (Ontario, 24 de abril de 1973) es un actor, productor y profesor de actuación canadiense.

## Primeros años
Armstrong nació en Owen Sound, Ontario. Asistió a la Universidad de Queen, en Kingston, Ontario.

## Filmografía
| Año       | Título                          | Papel                  |
| --------- | ------------------------------- | ---------------------- |
| 1999      | Twice in a Lifetime             | Bruce Bennet           |
| 1999      | Earth: Final Conflict           | Hotel Volunteer        |
| 2003      | Doc                             | Scotty Redfield        |
| 2005      | The Newsroom                    | Bob Walker             |
| 2000-2005 | Queer as Folk                   | Blake Wyzecki          |
| 2005      | Recipe for a Perfect Christmas  | Reynard                |
| 2004-2006 | True Crimes: The First 72 Hours | Jordan Readon/Campbell |
| 2007      | 'Til Death Do Us Part           | Jason                  |
| 2008      | Repo! The Genetic Opera         | Thankless Job Victim   |
| 2010      | Haven                           | Geoff McShaw           |
| 2010      | Saw 3D                          | Cale                   |
| 2011      | The Listener                    | Dylan Morris           |
| 2011      | Alphas                          | Milos Kosar            |
| 2011      | Wrong Turn 4: Bloody Beginnings | Daniel                 |
| 2012      | Flashpoint                      | Anson Holt             |
| 2012      | Hiding                          | Mr. Ostrog             |
| 2013      | Time of Death                   | Vincent Delucas        |
| 2013      | Copper                          | John Sutton            |
| 2014      | Joy Ride 3: Roadkill            | Officer Williams       |
| 2023      | The Old Way                     | Clark                  |